# Phường 5 (Phú Nhuận)
Phường 5 is een phường in Ho Chi Minhstad, de grootste stad van Vietnam, die ligt in de overgang van Đông Nam Bộ en de Mekong-delta. Het behoort tot Phú Nhuận, een van de districten van Ho Chi Minhstad.